# Tonometrija
Tonometrija je mjerenje tlaka ili napetosti. Tonometar je instrument koji se koristi za mjerenje tlaka ili napetosti. U oftalmologiji tonometrija se koristi za ispitivanje intraokularnog tlaka, što je vrlo važno u stanjima kao što su glaukom i iritis. Većina tonometara mjeri tlak u mm Hg.

## Metode tonometrije
- palpacija očnih jabučica - izvodi se nježnim pritiskom jagodicama kažiprsta na gornji dio jabučice preko očnog kapka

- indentacijska tonometrija - mjeri dubinu udibine na jabučici koju je učinila poznata težina. Schiötzov tonometar je indentacijski instrument koji poznatim teretom pritišće rožnicu i na temelju registrirane dubine mjerimo očni tlak.

- aplanacijski tonometar -  mjeri intraokularni tlak ili pomoću sile koja je potrebna da izravna određeni površinom jednaki dio rožnice (Goldmannov tonometar) ili pomoću izravnane površine rožnice koja je izravnana određenom silom.

- nekontaktna tonometrija (pneumotonometrija) - mjerenje elektronskim uređajem, pneumotonometrom, bez dodira s očnom jabučicom.

- Biomikroskop s montiranim aplanacijskim tonometrom
- Vrh aplanacijskog tonometra osvijetljen kobaltno plavim svjetlom procjepne svjetiljke
- Polukrugovi viđeni kroz biomikroskop za vrijeme aplanacijske tonometrije
- Pascal tonometar
- Pascal tonometar montiran na biomikroskop
- Senzor Pascal tonometra u dodiru s rožnicom, viđen biomikroskopom
- Diaton tonometar spremljen u kućište
- Diaton tonometrija preko vjeđe
- Diaton tonometar za mjerenje očnog tlaka preko vjeđe i bez dodira s očnom jabučicom